# Maria Barbara Carillo
Maria Barbara Carillo, född 1625 i Jaén, död 1721 i Madrid, var en spansk kvinna som avrättades för kätteri av den spanska inkvisitionen.
Hon tillhörde en grupp judar som, efter att ha blivit tvångsdöpta, anklagades för att i hemlighet utöva den judiska religionen. Hon utsattes för tortyr under processen. Hon dömdes som skyldig och avrättades genom bränning på bål. Hon var 96 år gammal vid tiden för sin avrättning och är känd som den äldsta person som blivit avrättad av spanska inkvisitionen.